# BFM Grand Lille
Pour les articles homonymes, voir BFM.
BFM Grand Lille, est une chaîne de télévision française d'information locale en continu, traitant de l'actualité de la métropole lilloise. Elle est la 3e déclinaison locale de BFM TV du groupe RMC BFM, elle fait partie du réseau BFM Locales.
Elle succède à Grand Lille TV, une généraliste locale privée lancée le 8 octobre 2009, acquise le 29 novembre 2019. Elle est lancée le 3 février 2020 à 19 h sur la TNT lilloise, le câble, la télévision par internet (OTT), la télévision mobile personnelle (sur smartphones et tablettes) et en lecture en continu sur Internet.

## Histoire de la chaîne

### Grand Lille TV
Le 19 février 2008, le CSA lance un appel à candidatures pour les émetteurs de Bouvigny-Boyeffles et Lambersart. Le Groupe SECOM, propriétaire de la chaîne Télé Melody se porte candidat en vue de l'obtention d'une autorisation pour l'un ou l'autre des émetteurs et quelques mois plus tard, en octobre, l'autorité de l'audiovisuel choisit le projet de « Grand Lille TV ».
Après l'apparition de bande annonce depuis le 15 avril 2009, la chaîne est officiellement lancée le 8 octobre 2009.
Le 1er février 2011, lors de l'extinction de l'analogique dans le Nord-Pas-de-Calais, Grand Lille TV change d'émetteur, celui de Lambersart cessant sa diffusion, le canal est désormais émis depuis un émetteur situé à Wattignies, au sud de Lille. Deux ans plus tard, en juillet 2013, la puissance d'émission de l'émetteur passe de 1 kW à 10 kW. La zone de réception de la chaine est en conséquence élargie au Douaisis, à l'Arrageois, au Valenciennois et au Cambrésis.
La diffusion en haute définition de la chaîne sur la TNT commence le 25 mai 2017.
La chaîne sœur dénommée Grand Littoral TV, apparaît sur les écrans des téléspectateurs de la Côte d’Opale à partir du 17 novembre 2017. La déclinaison radio de la chaîne locale principale Grand Lille Info est lancée le 18 juin 2018 sur la Radio numérique.

### Rachat d’Altice et lancement de la chaîne
Le 9 août 2019, Altice France signe un partenariat stratégique avec les deux chaînes et la radio du groupe SECOM, pour créer des chaînes d'informations locales. Trois mois plus tard, le 29 novembre 2019, le groupe Altice Média rachète et devient actionnaire à hauteur de 45 % de la chaîne Grand Lille TV.
Le lancement de BFM Grand Lille en syndication régionale avec BFM Grand Littoral a lieu le 3 février 2020 à 19 h avec Adrien Lanoy pour une édition spéciale du lancement de la chaîne en présence des invités locaux et Alain Weill, et étoffe sa grille avec les rubriques sur le sport (lundi), la planète locale (lundi), le business (mardi), l'emploi (mercredi), la politique (jeudi) et les top sorties du week-end (vendredi).

## Identité visuelle

### Habillages et logos

Logo de BFM Grand Lille du 3 février 2020 au 10 juillet 2024.
Logo de BFM Grand Lille et BFM Grand Littoral du 3 février 2020 au 10 juillet 2024.Logo de BFM Grand Lille et BFM Grand Littoral du 3 février 2020 au 10 juillet 2024.
Logo de BFM Grand Lille depuis le 10 juillet 2024.
Logo de BFM Grand Lille et BFM Grand Littoral depuis le 10 juillet 2024.Logo de BFM Grand Lille et BFM Grand Littoral depuis le 10 juillet 2024.

### Slogan
- depuis 3 février 2020 : « La chaine info 100% Lille »

## Organisation

### Dirigeants et effectifs
Président-directeur général de RMC BFM
- de novembre 2000 à juin 2021 : Alain Weill
- de juillet 2021 au 2 juillet 2024 : Arthur Dreyfuss
- depuis juillet 2024 : Nicolas de Tavernost

Directeur Général délégué, chargé de l’information et du sport du pôle audiovisuel
- juillet 2019 à septembre 2024 : Hervé Beroud
- depuis octobre 2024 : Jean Philippe Baille

Directeur Général
- de décembre 2020 à juillet 2023 : Philippe Benayoun
- de juillet 2023 à janvier 2025 : Philippe Antoine
- depuis janvier 2025 : Arnaud de Courcelles

Directrice de la rédaction
- de juin 2019 à juin 2023 : Philippe Antoine
- depuis juin 2023 : Camille Langlade

### Siège
Le siège de BFM Grand Lille se situe au 9 rue Archimède à Villeneuve-d'Ascq.

## Grille des programmes
BFM Grand Lille diffuse des programmes d'informations locales en continue. En décembre 2022, la grille des programmes se composait tel que :

### Émissions principales
Bonjour le Nord (6 h 30 - 9 h 30) - Lundi au vendredi
L’émission matinale est présentée par Adrien Lanoy, elle est produite en direct de 6 h 30 à 9 h 30. L'émission accompagne les téléspectateurs pour démarrer leur journée avec des informations en temps réel sur la vie locale au travers de duplex, reportages, chroniques et des interviews d’actualité, les prévisions de la météo et les conditions de circulation et transports.
Le 12-17 (12 h - 17 h) - Lundi au vendredi
L'émission de la journée est présenté par Hamza Ouarb, elle est produite en direct de 12 h à 17 h. L’émission reprend les informations développés durant la matinale et mise à jour.
Bonsoir le Nord (17 h - 19 h) - Lundi au vendredi
L'émission du soir est présentée par Marie Dufour, elle est produite en direct de 17 h à 19 h. L'émission accompagne les téléspectateurs les dernières informations de la journée en temps réels sur la vie locale au travers de duplex, reportages, chroniques et des interviews d’actualité, les prévisions de la météo et les conditions de circulation et transports.
Nord Week-End (8 h - 13 h) - Samedi et dimanche
L’émission est présenté par Xavier Silly, elle est produite en direct de 8 h à 13 h. L’émission accompagne les téléspectateurs à retrouver l’essentiel de l’actualité du week-end, ainsi que vos rendez-vous culturels. Au programme : des idées sorties, des interviews d’artistes et des reportages loisirs.

## Journalistes

### Journalistes actuels
- Marie Dufour
- Hamza Ouarb
- Adrien Lanoy
- Xavier Silly
- Vincent Vieillard
- Noémie Morgant

### Chroniqueurs
Météo
- Kévin Floury
- Marc Hay
- Virgilia Hess
- Loïc Rivières
- Julien Rifflet

## Diffusion
BFM Grand Lille propose sa diffusion sur la TNT, via le Câble, l'ADSL ou la Fibre, via l'Internet de Molotov TV et également ses programmes via son site internet et son application mobile.